# Porri (Francia)
Porri (in corso Porri) è un comune francese di 56 abitanti situato nel dipartimento dell'Alta Corsica nella regione della Corsica.

## Società

### Evoluzione demografica
Abitanti censiti